# Spilonota
Spilonota is een geslacht van vlinders van de familie bladrollers (Tortricidae), uit de onderfamilie Olethreutinae.

## Soorten
- S. allodapa Diakonoff, 1953
- S. ammostigma Turner, 1946
- S. aphrocymba Meyrick, 1927
- S. argyrotypa Turner, 1926
- S. atmophanes Turner, 1946
- S. babylonica Meyrick, 1912
- S. baeodes Turner, 1946
- S. brachytycha Turner, 1946
- S. clastomochla Turner, 1946
- S. conica Meyrick, 1911
- S. cryptogramma Meyrick, 1922
- S. chalcitis Meyrick, 1881
- S. chaophila (Meyrick, 1909)
- S. charopa (Meyrick, 1888)
- S. chlorotripta Meyrick, 1921
- S. diplostigma Turner, 1946
- S. distyliana Moriuti, 1958
- S. dolopaea (Meyrick, 1905)
- S. dyselia Turner, 1946
- S. ebenostigma Turner, 1946
- S. emplasta (Meyrick, 1901)
- S. eremitana Moriuti, 1972
- S. euploca Turner, 1946
- S. eurytycha Turner, 1946
- S. euthytoma Turner, 1946
- S. fenestrata (Walsingham, 1908)
- S. fluidana (Meyrick, 1881)
- S. hexametra Meyrick, 1920
- S. honesta Meyrick, 1911
- S. hypomolybda Turner, 1926
- S. incretata Meyrick, 1931
- S. indentata Bradley, 1957
- S. infensa Meyrick, 1911
- S. laricana - Bonte lariksbladroller (Heinemann, 1863)
- S. lechriaspis Meyrick, 1932
- S. leucopyga Turner, 1946
- S. limnephilana (Meyrick, 1881)
- S. liphaema Turner, 1946
- S. lobata Diakonoff, 1953
- S. lucifera Turner, 1946

- S. macropetana (Meyrick, 1881)
- S. mediocunea Turner, 1946
- S. melanacta (Meyrick, 1907)
- S. melanocopa Meyrick, 1912
- S. melanotreta Meyrick, 1910
- S. mesosticha Turner, 1946
- S. metabola Turner, 1946
- S. morosa Meyrick, 1911
- S. mortuana (Walker, 1863)
- S. niphosticha Turner, 1946
- S. notosphena Turner, 1946
- S. obeliscana (Meyrick, 1881)
- S. ocellana - Rode knopbladroller Denis & Schiffermüller, 1775
- S. ochrea Kuznetsov, 1966
- S. ochronephes Turner, 1946
- S. parthenia (Meyrick, 1888)
- S. pellopis Turner, 1946
- S. pericyphana (Meyrick, 1881)
- S. phaeochyta Turner, 1946
- S. plinthinana (Meyrick, 1881)
- S. poliophylla Turner, 1946
- S. prognathana (Snellen, 1883)
- S. prolongata Meyrick, 1932
- S. pyrochlora Diakonoff, 1953
- S. selene Diakonoff, 1953
- S. semicanella (Walker, 1866)
- S. sicariana (Meyrick, 1881)
- S. sinuosa Meyrick, 1917
- S. sollicitana (Meyrick, 1881)
- S. spanistis Meyrick, 1911
- S. sphenophora Turner, 1946
- S. stenophylla Turner, 1946
- S. subpallida Turner, 1946
- S. tarachodes Meyrick, 1911
- S. tornosema Turner, 1946
- S. tranquilla Meyrick, 1911
- S. vitiosa Meyrick, 1911
- S. zopherana (Meyrick, 1881)
- S. zophotypa Turner, 1946